# Gösenroth

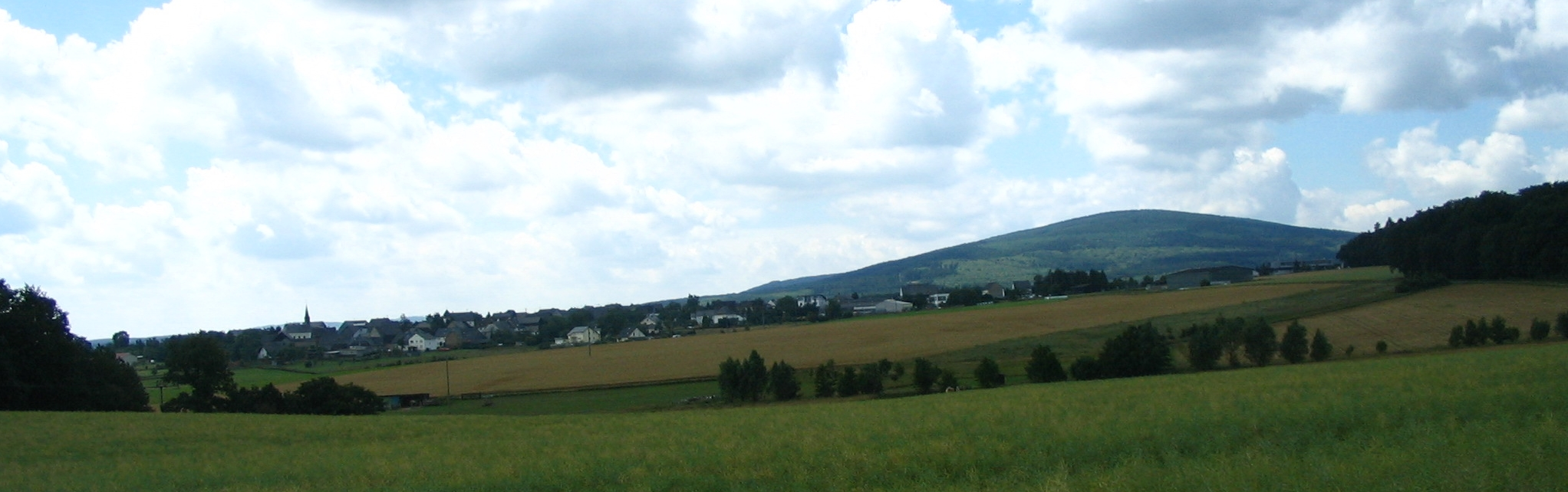
Ansicht von Osten, im Hintergrund der Idarkopf

Gösenroth ist eine Ortsgemeinde im Landkreis Birkenfeld in Rheinland-Pfalz. Sie gehört der Verbandsgemeinde Herrstein-Rhaunen an.

## Geographie
Gösenroth ist ein Straßendorf im Hunsrück östlich des Idarwaldes. Im Osten befindet sich das Kyrbachtal. Nachbarorte sind Laufersweiler, Schwerbach, Rhaunen, Weitersbach und Sohrschied.

## Geschichte
Die ältesten Funde, die auf eine Besiedlung auf der heutigen Gösenrother Gemarkung hinweisen, stammen aus dem ersten und Anfang des zweiten Jahrhunderts nach Christi Geburt. Darauf lassen die Funde deuten, die 1936 das Landesmuseum Trier an der Straße zwischen Gösenroth und Schwerbach (an der Laufersweiler Gemarkung angrenzend) machte. Beim Roden des Waldes wurden sieben Hügelgräber entdeckt, bei deren Öffnung unter anderem ein Eisenbeil, mehrere Amphora, Töpfe, Urnen, ein Spinnmirtel, ein Fibelpaar, zwei Münzen (eine mit dem Abbild des Nero aus dem Jahr 64 bis 68) und ein bronzenes Armband zu Tage kamen. Im jüngsten Grab (2. Jahrhundert n. Chr.) entdeckte man einen eisernen Schreibgriffel. Auch Reste einer Behausung wurden vermutet.
Im Volksmund „Gesad“ genannt, entwickelte sich der Ortsname über Gitzad, Gossenroth, Goesenrat, Goisenrait und Gossenrait schließlich zu Gösenroth. Die Bedeutung des Namens ist ungeklärt. Die Endung -roth ist fränkischen Ursprungs und deutet auf die Entstehung um die Jahrtausendwende durch Rodung hin.
Am 5. Mai 1367 wurden die Herren von Senheim als Herren des Ortes erwähnt. Am 14. Juni 1464 trat Wilhelm Vogt von Senheim und seine Schwester Eva von Senheim, die mit Werner von Löwenstein verheiratet war, den Ort Goisenrait an die Wild- und Rheingrafen ab.
An der alten Trasse zwischen Rhaunen und Hochscheid (Flurname Gonsenbach) waren bis 1938 noch Reste einer Wüstung erkennbar. Diese wird 1429 als Batzerter Hof im Besitz des Bechtolff von Sötern genannt.
Das älteste noch erhaltene Gebäude ist der von Rheingraf Ludwig Wilhelm 1654 errichtet Hof (Giehl). Die sogenannte Fußmühle, die in den letzten Jahren restauriert wurde und voll funktionstüchtig ist, gehörte früher zur Burg Dill. Die evangelische Kirche wurde in den Jahren 1844/45 an Stelle einer kleineren Kapelle erbaut und 1848 geweiht.
Bevölkerungsentwicklung
Die Entwicklung der Einwohnerzahl von Gösenroth, die Werte von 1871 bis 1987 beruhen auf Volkszählungen:
| Jahr | Einwohner |
| 1815 | 118       |
| 1835 | 169       |
| 1871 | 198       |
| 1905 | 219       |
| 1939 | 212       |
| 1950 | 251       |

| Jahr | Einwohner |
| 1961 | 272       |
| 1970 | 252       |
| 1987 | 234       |
| 1997 | 287       |
| 2005 | 271       |
| 2023 | 234       |

## Religion
Rund 176 Gösenrother bilden die Evangelische Kirchengemeinde Gösenroth, die mit Büchenbeuren pfarramtlich verbunden ist. Sie gehört zum Kirchenkreis Simmern-Trarbach.

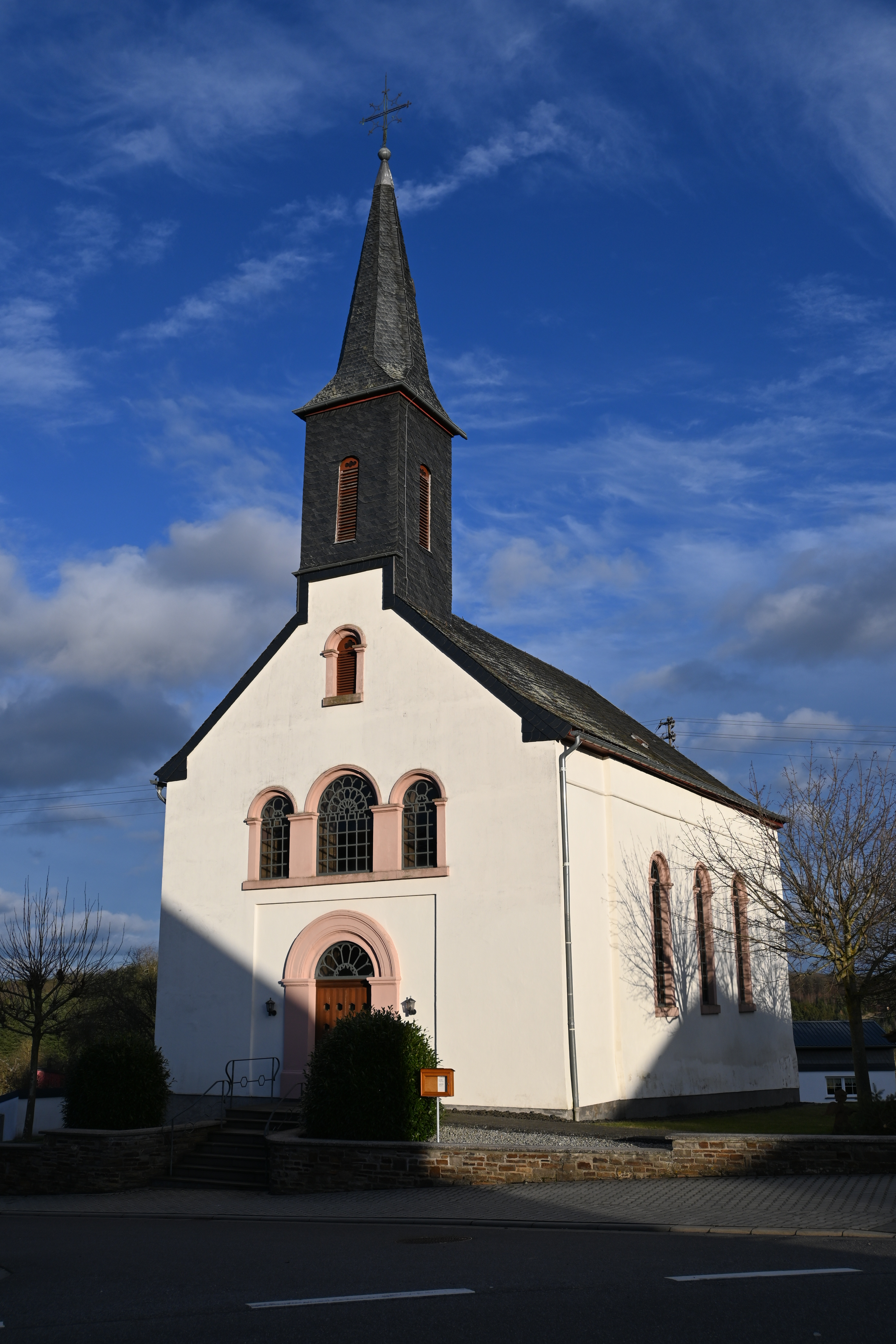
Ev. Kirche in Gösenroth

## Politik

### Gemeinderat
Der Gemeinderat in Gösenroth besteht aus sechs Ratsmitgliedern, die bei der Kommunalwahl am 9. Juni 2024 in einer Mehrheitswahl gewählt wurden, und dem ehrenamtlichen Ortsbürgermeister als Vorsitzendem.

### Bürgermeister
Arne Tatsch wurde am 2. Juli 2024 Ortsbürgermeister von Gösenroth. Bei der Direktwahl am 9. Juni 2024 war er als einziger Bewerber mit einem Stimmenanteil von 95,9 % für fünf Jahre gewählt worden.
Sein Vorgänger Albert Echternacht hatte das Amt seit 2009 inne und kandidierte bei der Wahl 2024 nicht erneut als Ortsbürgermeister.

## Wirtschaft und Infrastruktur
Im Ort gibt es ein Dorfgemeinschaftshaus. In Kirn ist ein Bahnhof der Bahnstrecke Bingen–Saarbrücken. Im Norden befinden sich die Bundesstraße 50 und der Flughafen Frankfurt-Hahn.